# Juan Manuel Peña
Juan Manuel Peña Montaño (* 17. Januar 1973 in Santa Cruz de la Sierra) ist ein ehemaliger bolivianischer Fußballspieler, der auf der Position eines Verteidigers spielte.
Peña wechselte in der Saison 1993 zu Independiente Santa Fe. Nach drei Spielzeiten in Kolumbien, wechselte er zur Saison 1995/96 zu Real Valladolid in die Primera División. Hier spielte er in der Folge neun Spielzeiten, ehe Valladolid am Ende der Saison 2003/04 einen Abstiegsplatz belegte. Daraufhin wechselte Peña zu Villarreal CF, wo er lange zur Stammformation gehörte. Nachdem sein Vertrag ausgelaufen war, wechselte der Bolivianer im Sommer 2007 ablösefrei zum spanischen Zweitligisten Celta Vigo.
Nachdem er zwei Jahre für Vigo gespielt hatte, gab er Mitte November 2009 seinen Rücktritt bekannt, mit dem Wunsch seine Karriere als Fußballer nicht weiter fortsetzen zu wollen. Dies tat er nach sorgfältiger Überlegung.
Am 25. März 2010 unterschrieb er einen Vertrag bei DC United.
Für die Bolivianische Fußballnationalmannschaft war er ab 1991 aktiv. Zuletzt wurde er bei der Copa América 2007 eingesetzt. Sein einziges Nationalmannschaftstor erzielte Peña 1993 gegen Paraguay.